# 小田扉
小田 扉（おだ とびら、1974年 - ）は、日本の漫画家。男性。神奈川県横浜市出身、同横須賀市在住（2022年現在）。

## 略歴
1974年（昭和49年）東京都足立区に生まれ、同年、神奈川県横浜市磯子区上中里住宅に移り団地で育つ。家族は両親と兄の4人で「典型的な核家族」だった。関東学院大学経済学部卒業。
在学中に同人活動を始め、卒業後に島津郷子のアシスタントを約3年間務める。
1999年（平成11年）に雑誌『モーニング新マグナム増刊』に掲載された『話田家』でデビュー。2001年（平成13年）初単行本『こさめちゃん : 小田扉作品集』を講談社より刊行。この単行本は商業誌に発表した「話田家」シリーズ（全5話）、「スミ子の窓」（『コミックビーム』2000年6月号掲載）以外は表題作の「こさめちゃん」を含めて同人誌発表作品を収録した短編集である。帯には漫画家の安田弘之が推薦文を寄せた。
2003年（平成15年）から2019年（令和元年）まで16年にわたり雑誌『ビッグコミックスピリッツ』にて『団地ともお』を連載。連載終了と同じ2019年、『週刊ビッグコミックスピリッツ』にて横須賀市を舞台に据えた『横須賀こずえ』を連載開始。2021年（令和3年）、『webアクション』にて『ちょっと不思議なこの宇宙』を連載開始。2023年（令和5年）、『webアクション』にて『たたかいのきろく』を連載開始。同年、『ビッグコミック増刊』にて『じんちく以外』を連載開始。
『団地ともお』連載中の2016年（平成28年）より神奈川県横須賀市在住。2022年（令和4年）4月から6月にかけて横須賀美術館で原画展「特集：小田扉の『横須賀こずえ』展」が開催された。

## 人物
画材はつけペンではなくミリペン（ピグマ）を使用している。
自身が影響を受けた漫画家として、藤子・F・不二雄や諸星大二郎を挙げている。
漫画家とは別にバンド活動も行っている。楽曲は、様々な漫画家の楽曲が収録された『漫画家バンド大戦CD』に収録されている。
小田のもとでアシスタント経験がある漫画家として真造圭伍がいる。

## 評価と影響
森つぶみは「憧れているマンガ」を問われた際に小田扉作品全般を挙げ「発想と笑いのセンスが唯一無二」と評している。

## 作品リスト

### 漫画
- マル被警察24時
- そっと好かれる
- そっとロワイヤル
- スペース・アポロジー（小学館 ビッグコミックスピリッツ増刊『IKKI』No.11-13、『月刊IKKI』2003年4月号、5月号）
- こさめちゃん
- 男ロワイヤル
- 江豆町ブリトビラロマンSF
- 団地ともお
- 亀は意外と速く泳ぐ（漫画部分担当）
- フィッシュパークなかおち
- 前夜祭（講談社、2009年）
- スポーツ大佐 第18話「刺客が山狩りに来た!!」（NHKアニメ『アニ＊クリ15』）
- しょんぼり温泉
- ちょっと不思議な小宇宙
- タッグ（講談社『猫本2』、2008年4月）
- 星野源『そして生活はつづく』巻末マンガ作画（マガジンハウス、2009年）
- 犬は語らず（講談社『漫画BOX AMASIA』、2010年）
- ふたりのマドレーヌ
- 新日ファンタジー[15]（小学館『コロコロアニキ』、2014年 - 2020年）
- 横須賀こずえ
- ちょっと不思議なこの宇宙（双葉社『webアクション』2021年8月20日[16] - ）
- しめっぽい話ですが（小学館『ビッグコミックオリジナル増刊』2021年11月12日増刊号[17] - 2023年3月12日増刊号[18]）
- フランチャイズ！ つくだ☆マジカル（読売中高生新聞2022年1月7日発行 - 2022年12月30日発行）
- たたかいのきろく（双葉社『webアクション』2023年7月21日[19] - ）
- じんちく以外（小学館『ビッグコミック増刊』2023年12月17日増刊号[20] - ）
- 揃わない家族（集英社クリエイティブ『オフィスユー』2024年4月号[21]、2024年8月号[22] - ）

### イラスト
- 田中小実昌『香具師の旅』カバー、河出文庫、2004年
- 田中小実昌『ポロポロ』カバー、河出文庫、2004年
- 田中小実昌『自動巻き時計の一日』河出文庫、2004年
- 真形隆之『団地っ子の同窓会』カバー、東邦出版、2005年 - 後書きも
- 雑誌『hon-nin vol.00 』、太田出版、2006年 - 本谷有希子「改めて！ほんたにちゃん」挿絵
- 雑誌『メガヘルツ3』、マガジンファイブ、2007年 - 井上鉄平と対談
- 野火迅『リーマン侍 江戸の世渡り』、扶桑社、2011年
- トレーディングカードゲーム『デュエル・マスターズ』カードイラスト、株式会社タカラトミー、2013年

### 映像化作品
- ワタ毛男（2012年4月21日、フジテレビ『世にも奇妙な物語'12 春の特別編』で放送。主演：濱田岳） - 『前夜祭』収録。
- AIRドクター（2013年5月11日、フジテレビ『世にも奇妙な物語'13 春の特別編』で放送。主演：小栗旬） - 『前夜祭』収録「もどき」を改題。